# Sant Vicenç de Finestres
Sant Vicenç de Finestres és una església romànica del segle xi, recentment restaurada, situada a l'entitat de població de Finestres, a la comarca de la Ribagorça i a la serra del Montsec. L'ermita junt amb el castell de Finestres (Ribagorça) són a les Roques de la Vila, formació rocallosa composta per dues línies d'estrats verticals.

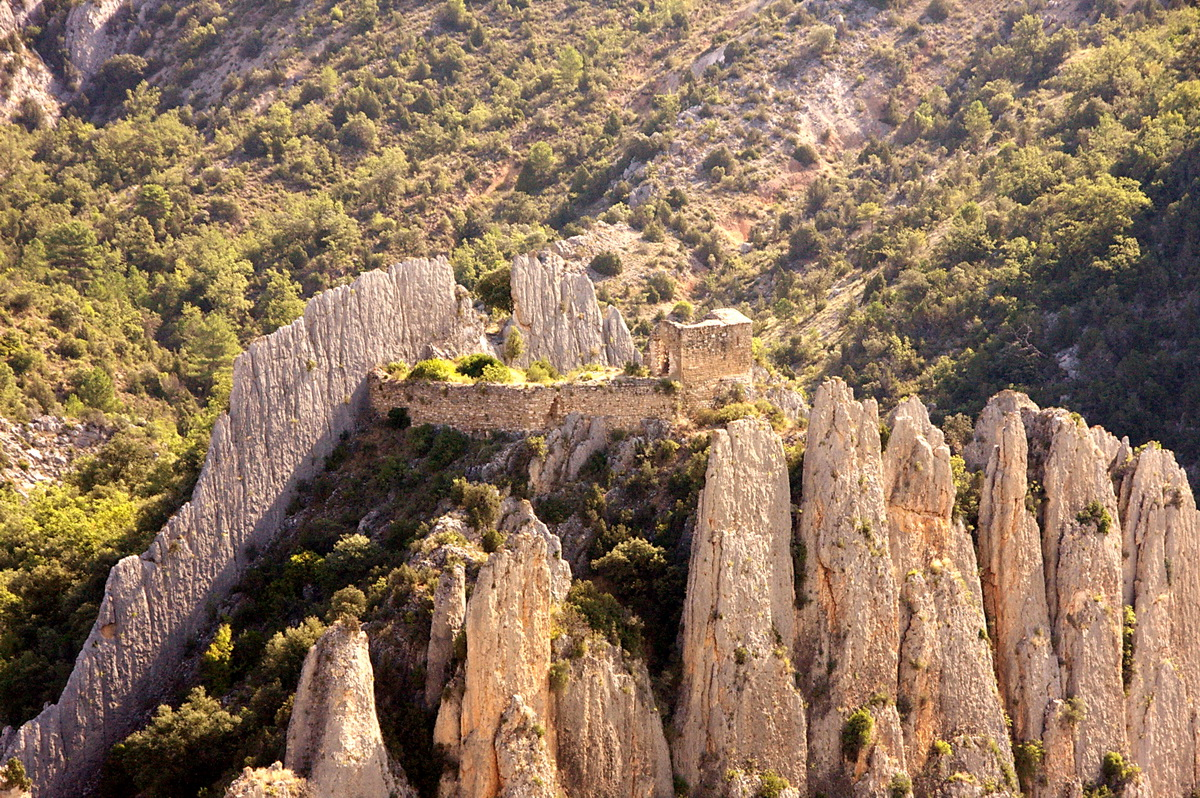
Ubicació de l'església de Sant Vicenç enmig de les crestes